# الکساندریا شیپ‌یارد
الکساندریا شیپ‌یارد (انگلیسی: Alexandria Shipyard) شرکت دولتی کشتی‌سازی و صنایع جنگ‌افزاری مصری است، که در سال ۱۹۶۲ توسط وزارت دفاع مصر تأسیس شد. این شرکت هم‌اکنون در زمینه تولید و ساخت انواع کشتی جنگی، کشتی تجاری، کشتی یدک‌کش، دوبه و ناوتیپ، همچنین خودروی نظامی فعالیت می‌کند.